# Partecipanti alla Vuelta a España 2018
Elenco dei partecipanti alla Vuelta a España 2018.
La Vuelta a España 2018 fu la settantatreesima edizione della corsa. Alla competizione presero parte 22 squadre, le diciotto iscritte all'UCI World Tour 2018 e le quattro squadre invitate (la francese Cofidis e le spagnole Caja Rural-Seguros RGA, Burgos-BH, Euskadi Basque Country-Murias), tutte di categoria UCI Professional Continental), ciascuna delle quali composta da otto corridori, per un totale di 176 ciclisti. La corsa partì il 25 agosto da Malaga, e terminò il 16 settembre a Madrid. I corridori che tagliarono il traguardo furono 158.

## Corridori per squadra
| Bahrain-Merida        | Bahrain-Merida            | Bahrain-Merida        | Movistar Team                  | Movistar Team                  | Movistar Team                  | Trek-Segafredo                | Trek-Segafredo                | Trek-Segafredo                |
| --------------------- | ------------------------- | --------------------- | ------------------------------ | ------------------------------ | ------------------------------ | ----------------------------- | ----------------------------- | ----------------------------- |
| 1                     | Vincenzo Nibali           | 59º                   | 81                             | Nairo Quintana                 | 8º                             | 161                           | Bauke Mollema                 | 30º                           |
| 2                     | Iván García Cortina       | 99º                   | 82                             | Andrey Amador                  | 93º                            | 162                           | Gianluca Brambilla            | 16º                           |
| 3                     | Gorka Izagirre (Lin.)     | 29º                   | 83                             | Winner Anacona                 | 69º                            | 163                           | Matthias Brändle              | 158º                          |
| 4                     | Jon Izagirre              | 9º                    | 84                             | Daniele Bennati                | 133º                           | 164                           | Nicola Conci                  | NP 16ª                        |
| 5                     | Mark Padun                | R 17ª                 | 85                             | Richard Carapaz                | 18º                            | 165                           | Fabio Felline                 | 61º                           |
| 6                     | Franco Pellizotti         | 50º                   | 86                             | Imanol Erviti                  | 92º                            | 166                           | Markel Irizar                 | 130º                          |
| 7                     | Hermann Pernsteiner       | NP 18ª                | 87                             | Nélson Oliveira                | 71º                            | 167                           | Giacomo Nizzolo               | 140º                          |
| 8                     | Luka Pibernik             | 142º                  | 88                             | Alejandro Valverde             | 5º                             | 168                           | Kiel Reijnen                  | 135º                          |
| D.S.: Gorazd Štangelj | D.S.: Gorazd Štangelj     | D.S.: Gorazd Štangelj | D.S.: José Luis Arrieta        | D.S.: José Luis Arrieta        | D.S.: José Luis Arrieta        | D.S.: Jaroslav Popovyč        | D.S.: Jaroslav Popovyč        | D.S.: Jaroslav Popovyč        |
| AG2R La Mondiale      | AG2R La Mondiale          | AG2R La Mondiale      | Quick-Step Floors              | Quick-Step Floors              | Quick-Step Floors              | UAE Team Emirates             | UAE Team Emirates             | UAE Team Emirates             |
| 11                    | Hubert Dupont             | 26º                   | 91                             | Elia Viviani                   | 145º                           | 171                           | Fabio Aru                     | 23º                           |
| 12                    | Mikaël Cherel             | 97º                   | 92                             | Kasper Asgreen                 | 134º                           | 172                           | Sven Erik Bystrøm             | 113º                          |
| 13                    | Julien Duval              | 157º                  | 93                             | Laurens De Plus                | R 19ª                          | 173                           | Simone Consonni               | 147º                          |
| 14                    | Tony Gallopin             | 11º                   | 94                             | Dries Devenyns                 | 94º                            | 174                           | Valerio Conti                 | 60º                           |
| 15                    | Ben Gastauer              | 36º                   | 95                             | Enric Mas                      | 2º                             | 175                           | Vegard Stake Laengen          | 107º                          |
| 16                    | Alexandre Geniez          | 90º                   | 96                             | Michael Mørkøv                 | 148º                           | 176                           | Daniel Martin                 | NP 10ª                        |
| 17                    | Alexis Gougeard           | R 11ª                 | 97                             | Fabio Sabatini                 | 152º                           | 177                           | Simone Petilli                | R 10ª                         |
| 18                    | Nans Peters               | 72º                   | 98                             | Pieter Serry                   | 88º                            | 178                           | Edward Ravasi                 | 39º                           |
| D.S.: Julien Jurdie   | D.S.: Julien Jurdie       | D.S.: Julien Jurdie   | D.S.: Geert Van Bondt          | D.S.: Geert Van Bondt          | D.S.: Geert Van Bondt          | D.S.: Bruno Vicino            | D.S.: Bruno Vicino            | D.S.: Bruno Vicino            |
| Astana Pro Team       | Astana Pro Team           | Astana Pro Team       | Team Dimension Data            | Team Dimension Data            | Team Dimension Data            | Burgos-BH                     | Burgos-BH                     | Burgos-BH                     |
| 21                    | Miguel Ángel López        | 3º                    | 101                            | Louis Meintjes                 | 58º                            | 181                           | José Mendes                   | 83º                           |
| 22                    | Pello Bilbao              | 27º                   | 102                            | Igor Antón                     | 44º                            | 182                           | Jetse Bol                     | 101º                          |
| 23                    | Dario Cataldo             | 64º                   | 103                            | Steven Cummings                | 124º                           | 183                           | Óscar Cabedo                  | 86º                           |
| 24                    | Omar Fraile               | 63º                   | 104                            | Amanuel Gebreigzabhier         | 37º                            | 184                           | Jorge Cubero                  | 89º                           |
| 25                    | Jan Hirt                  | 74º                   | 105                            | Ryan Gibbons                   | 82º                            | 185                           | Jesús Ezquerra                | 98º                           |
| 26                    | Nikita Stal'nov           | 104º                  | 106                            | Ben King                       | 24º                            | 186                           | Jordi Simón                   | R 17ª                         |
| 27                    | Davide Villella           | 48º                   | 107                            | Merhawi Kudus                  | 31º                            | 187                           | Diego Rubio Hernández         | 138º                          |
| 28                    | Andrej Zejc               | 52º                   | 108                            | Johann van Zyl                 | 122º                           | 188                           | Pablo Torres                  | 129º                          |
| D.S.: Aleksandr Šefer | D.S.: Aleksandr Šefer     | D.S.: Aleksandr Šefer | D.S.: Bingen Fernández         | D.S.: Bingen Fernández         | D.S.: Bingen Fernández         | D.S.: José Cabedo             | D.S.: José Cabedo             | D.S.: José Cabedo             |
| BMC Racing Team       | BMC Racing Team           | BMC Racing Team       | Team EF Education First-Drapac | Team EF Education First-Drapac | Team EF Education First-Drapac | Caja Rural-Seguros RGA        | Caja Rural-Seguros RGA        | Caja Rural-Seguros RGA        |
| 31                    | Richie Porte              | 84º                   | 111                            | Rigoberto Urán                 | 7º                             | 191                           | Sergio Pardilla               | 49º                           |
| 32                    | Brent Bookwalter          | 66º                   | 112                            | Simon Clarke                   | 46º                            | 192                           | Alex Aranburu                 | 108º                          |
| 33                    | Alessandro De Marchi      | 76º                   | 113                            | Mitchell Docker                | 151º                           | 193                           | Jonathan Lastra               | 123º                          |
| 34                    | Rohan Dennis              | NP 17ª                | 114                            | Sebastian Langeveld            | 128º                           | 194                           | Lluís Mas                     | 47º                           |
| 35                    | Nicolas Roche             | 40º                   | 115                            | Daniel Moreno                  | 38º                            | 195                           | Antonio Molina                | 120º                          |
| 36                    | Joey Rosskopf             | 81º                   | 116                            | Pierre Rolland                 | 56º                            | 196                           | Cristian Rodríguez            | 25º                           |
| 37                    | Dylan Teuns               | 33º                   | 117                            | Tom Van Asbroeck               | 87º                            | 197                           | Nick Schultz                  | 75º                           |
| 38                    | Francisco Ventoso         | 111º                  | 118                            | Michael Woods                  | 34º                            | 198                           | Nelson Soto                   | 154º                          |
| D.S.: Klaas Lodewyck  | D.S.: Klaas Lodewyck      | D.S.: Klaas Lodewyck  | D.S.: Juan Manuel Gárate       | D.S.: Juan Manuel Gárate       | D.S.: Juan Manuel Gárate       | D.S.: Eugenio Goikoetxea      | D.S.: Eugenio Goikoetxea      | D.S.: Eugenio Goikoetxea      |
| Bora-Hansgrohe        | Bora-Hansgrohe            | Bora-Hansgrohe        | Team Katusha Alpecin           | Team Katusha Alpecin           | Team Katusha Alpecin           | Cofidis, Solutions Crédits    | Cofidis, Solutions Crédits    | Cofidis, Solutions Crédits    |
| 41                    | Peter Sagan (Lin.) (Lin.) | 119º                  | 121                            | Il'nur Zakarin                 | 20º                            | 201                           | Nacer Bouhanni                | R 11ª                         |
| 42                    | Emanuel Buchmann          | 12º                   | 122                            | Ian Boswell                    | 126º                           | 202                           | Loïc Chetout                  | 144º                          |
| 43                    | Marcus Burghardt          | 149º                  | 123                            | José Gonçalves                 | R 13ª                          | 203                           | Jesús Herrada                 | 21º                           |
| 44                    | Davide Formolo            | 22º                   | 124                            | Reto Hollenstein               | 55º                            | 204                           | José Herrada                  | 57º                           |
| 45                    | Rafał Majka               | 13º                   | 125                            | Pavel Kočetkov                 | 53º                            | 205                           | Mathias Le Turnier            | 110º                          |
| 46                    | Jay McCarthy              | 91º                   | 126                            | Maurits Lammertink             | NP 8ª                          | 206                           | Luis Ángel Maté               | 106º                          |
| 47                    | Lukas Pöstlberger         | NP 19ª                | 127                            | Tiago Machado                  | 79º                            | 207                           | Stéphane Rossetto             | 54º                           |
| 48                    | Michael Schwarzmann       | 150º                  | 128                            | Jhonatan Restrepo              | 105º                           | 208                           | Kenneth Vanbilsen             | 137º                          |
| D.S.: André Schulze   | D.S.: André Schulze       | D.S.: André Schulze   | D.S.: Xavier Florencio         | D.S.: Xavier Florencio         | D.S.: Xavier Florencio         | D.S.: Jean-Luc Jonrond        | D.S.: Jean-Luc Jonrond        | D.S.: Jean-Luc Jonrond        |
| Groupama-FDJ          | Groupama-FDJ              | Groupama-FDJ          | Team Lotto NL-Jumbo            | Team Lotto NL-Jumbo            | Team Lotto NL-Jumbo            | Euskadi Basque Country-Murias | Euskadi Basque Country-Murias | Euskadi Basque Country-Murias |
| 51                    | Thibaut Pinot             | 6º                    | 131                            | Steven Kruijswijk              | 4º                             | 211                           | Eduard Prades                 | 68º                           |
| 52                    | Mickaël Delage            | 112º                  | 132                            | George Bennett                 | 35º                            | 212                           | Jon Aberasturi                | 146º                          |
| 53                    | Antoine Duchesne          | 127º                  | 133                            | Lars Boom                      | 153º                           | 213                           | Aritz Bagües                  | 78º                           |
| 54                    | Rudy Molard               | 14º                   | 134                            | Floris De Tier                 | 41º                            | 214                           | Mikel Bizkarra                | 17º                           |
| 55                    | Georg Preidler            | R 11ª                 | 135                            | Sepp Kuss                      | 65º                            | 215                           | Garikoitz Bravo               | 116º                          |
| 56                    | Marc Sarreau              | 131º                  | 136                            | Tom Leezer                     | 139º                           | 216                           | Mikel Iturria                 | 103º                          |
| 57                    | Benjamin Thomas           | 121º                  | 137                            | Bert-Jan Lindeman              | 136º                           | 217                           | Óscar Rodríguez               | 51º                           |
| 58                    | Léo Vincent               | 77º                   | 138                            | Danny van Poppel               | 132º                           | 218                           | Héctor Sáez                   | 85º                           |
| D.S.: Thierry Bricaud | D.S.: Thierry Bricaud     | D.S.: Thierry Bricaud | D.S.: Addy Engels              | D.S.: Addy Engels              | D.S.: Addy Engels              | D.S.: Xabier Muriel           | D.S.: Xabier Muriel           | D.S.: Xabier Muriel           |
| Lotto Soudal          | Lotto Soudal              | Lotto Soudal          | Team Sky                       | Team Sky                       | Team Sky                       |                               |                               |                               |
| 61                    | Tiesj Benoot              | 95º                   | 141                            | David de la Cruz               | 15º                            |                               |                               |                               |
| 62                    | Sander Armée              | 73º                   | 142                            | Jonathan Castroviejo (Cr.)     | 100º                           |                               |                               |                               |
| 63                    | Victor Campenaerts (Cr.)  | 102º                  | 143                            | Tao Geoghegan Hart             | 62º                            |                               |                               |                               |
| 64                    | Thomas De Gendt           | 67º                   | 144                            | Sergio Henao                   | 28º                            |                               |                               |                               |
| 65                    | Bjorg Lambrecht           | NP 15ª                | 145                            | Michał Kwiatkowski (Lin.)      | 43º                            |                               |                               |                               |
| 66                    | Maxime Monfort            | 42º                   | 146                            | Salvatore Puccio               | 96º                            |                               |                               |                               |
| 67                    | Tosh Van Der Sande        | 114º                  | 147                            | Pavel Sivakov                  | R 14ª                          |                               |                               |                               |
| 68                    | Jelle Wallays             | 143º                  | 148                            | Dylan van Baarle               | NP 14ª                         |                               |                               |                               |
| D.S.: Mario Aerts     | D.S.: Mario Aerts         | D.S.: Mario Aerts     | D.S.: Xabier Zandio            | D.S.: Xabier Zandio            | D.S.: Xabier Zandio            |                               |                               |                               |
| Mitchelton-Scott      | Mitchelton-Scott          | Mitchelton-Scott      | Team Sunweb                    | Team Sunweb                    | Team Sunweb                    |                               |                               |                               |
| 71                    | Simon Yates               | 1º                    | 151                            | Wilco Kelderman                | 10º                            |                               |                               |                               |
| 72                    | Michael Albasini          | 118º                  | 152                            | Johannes Fröhlinger            | 115º                           |                               |                               |                               |
| 73                    | Alexander Edmondson       | 155º                  | 153                            | Simon Geschke                  | NP 18ª                         |                               |                               |                               |
| 74                    | Jack Haig                 | 19º                   | 154                            | Jai Hindley                    | 32º                            |                               |                               |                               |
| 75                    | Damien Howson             | 70º                   | 155                            | Michael Storer                 | 117º                           |                               |                               |                               |
| 76                    | Luka Mezgec               | 141º                  | 156                            | Mike Teunissen                 | 109º                           |                               |                               |                               |
| 77                    | Matteo Trentin (Lin.)     | 125º                  | 157                            | Martijn Tusveld                | 80º                            |                               |                               |                               |
| 78                    | Adam Yates                | 45º                   | 158                            | Max Walscheid                  | 156º                           |                               |                               |                               |
| D.S.: Matthew White   | D.S.: Matthew White       | D.S.: Matthew White   | D.S.: Tom Veelers              | D.S.: Tom Veelers              | D.S.: Tom Veelers              |                               |                               |                               |

### Legenda
| Legenda      | Legenda | Legenda           | Legenda                                                  |
| ------------ | --- | ----------------- | -------------------------------------------------------- |
| Dorsale      | Dorsale di partenza del ciclista | Posizione         | Posizione finale nella classifica generale               |
| Maglia rossa | Indica il vincitore della classifica generale                                                                                        | Maglia a pois blu | Indica il vincitore della classifica scalatori           |
| Maglia verde | Indica il vincitore della classifica a punti                                                                                         | Maglia bianca     | Indica il vincitore della classifica combinata           |
| NP           | Indica un ciclista che non è ripartito in una tappa la mattina                                                                       | R                 | Indica un ciclista che si è ritirato in una tappa        |
| FTM          | Indica un ciclista che ha concluso una tappa fuori tempo, ossia ha impiegato più tempo rispetto a quanto stabilito dal tempo massimo | EX                | Corridore escluso per non aver rispettato il regolamento |

## Ciclisti per nazione
Le nazionalità rappresentate nella manifestazione sono 35; in tabella il numero dei ciclisti suddivisi per la propria nazione di appartenenza:
| Numero ciclisti | Nazione                                                                                |
| --------------- | -------------------------------------------------------------------------------------- |
| 37              | Spagna                                                                                 |
| 20              | Italia                                                                                 |
| 18              | Francia                                                                                |
| 15              | Belgio                                                                                 |
| 13              | Paesi Bassi                                                                            |
| 11              | Australia                                                                              |
| 7               | Colombia                                                                               |
| 6               | Germania, Stati Uniti                                                                  |
| 4               | Austria, Gran Bretagna, Portogallo                                                     |
| 3               | Russia, Sudafrica                                                                      |
| 2               | Canada, Danimarca, Eritrea, Kazakistan, Irlanda, Norvegia, Polonia, Slovenia, Svizzera |
| 1               | Costa Rica, Ecuador, Lussemburgo, Nuova Zelanda, Rep. Ceca, Slovacchia, Ucraina        |